# Спортивная гимнастика на летних Олимпийских играх 1908
Соревнования по гимнастике на IV летних Олимпийских играх прошли с 14 по 16 июля. 326 спортсменов из 14 стран соревновались в индивидуальном и командном первенстве.

## Медали

### Общий медальный зачёт
(Жирным выделено самое большое количество медалей в своей категории; принимающая страна также выделена)
| Общее количество медалей |                |        |         |        |       |
| Место                    | Страна         | Золото | Серебро | Бронза | Всего |
| 1                        | Италия         | 1      | 0       | 0      | 1     |
| 1                        | Швеция         | 1      | 0       | 0      | 1     |
| 3                        | Великобритания | 0      | 1       | 0      | 1     |
| 3                        | Норвегия       | 0      | 1       | 0      | 1     |
| 5                        | Финляндия      | 0      | 0       | 1      | 1     |
| 5                        | Франция        | 0      | 0       | 1      | 1     |

### Медалисты
| Дисциплина                | Золото | Серебро | Бронза |
| Индивидуальное первенство | Альберто Бралья Италия | Уолтер Тайсэл Великобритания | Луи Сегюра Франция |
| Командное первенство      | Швеция Карл Бертильссон · Нильс Видфорс · Карл Винквист · Эрик Гранфельт · Рудольф Дегермарк · Густав Юнссон · Рольф Юнссон · Нильс фон Кантцов · Ялмар Седеркруна · Андреас Кервин · Свен Ландберг · Олле Ланнер · Аксель Люнг · Освальд Муберг · Карл Норберг · Тор Норберг · Эрик Норберг · Аксель Норлинг · Даниэль Норлинг · Ёста Ульсон · Леонард Петерсон · Свен Росен · Густав Русенквист · Карл Свенссон · Биргер Сёрвик · Хакон Сёрвик · Аксель Шёблом · Карл Фолкер · Свен Форсман · Нильс Хеллстен · Гуннар Хёер · Карл Хольмберг · Освальд Хольмберг · Арвид Хольмберг · Карл Хорлеман · Ёста Эсбринк · Хуго Янке · Йохан Яртен | Норвегия Артур Амундсен · Карл Андерсен · Трюгве Бёйсен · Герман Боне · Оскар Бю · Сверре Грёнер · Пер Еспенсен · Оле Иверсен · Эуген Ингебретсен · Сигурд Йоханнессен · Конрад Карлсруд · Николай Киер · Карл Клет · Тор Ларсен · Ханс Лем · Рольф Лефдаль · Андерс Моен · Фритьоф Олсен · Карл Педерсен · Пауль Педерсен · Сигвард Сиверстсен · Йохан Скратос · Харальд Смедвик · Андреас Странд · Олаф Сювертсен · Томас Турстенсен · Харальд Хальворсен · Харальд Хансен · Петтер Холь · Отто Эутен | Финляндия Карл Вегелиус · Отто Гранстрём · Йохан Кемп · Ийвари Кююкоски · Хейкки Лехмусто · Йохан Линдрот · Ирьё Линко · Эдвард Линна · Матти Маркканен · Каарло Микколаинен · Вели Ниминен · Каарло Паасиа · Аарне Похионен · Арви Похьянпяя · Эйно Раилио · Хейкки Риипинен · Арно Сааринен · Аарне Саловаара · Карл Санделин · Эйнар Саостейн · Элис Сипиля · Виктор Смедс · Каарло Соинио · Курт Стенберг · Вяинё Тиири · Эйно Форсстрём |

## Страны

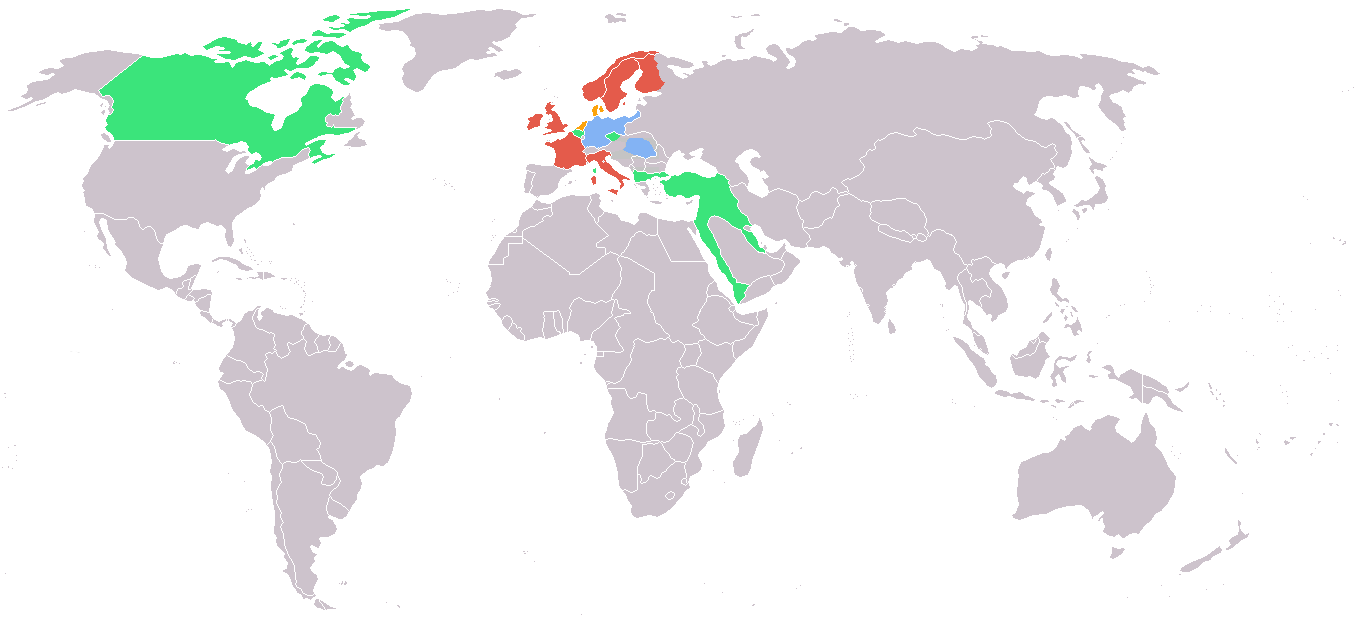
Участвующие в гимнастике страны:
— зелёный: менее 5 атлетов;
— голубой: 5-14 атлетов;
— оранжевый: 15-29 атлетов;
— красный: более 29 атлетов.

В соревнованиях по гимнастике участвовали 326 спортсменов из 14 стран:

В скобках указано количество спортсменов
| - Бельгия (2) - Богемия (2) - Великобритания (65) - Венгрия (6) - Германия (11) - Дания (24) - Италия (32) | - Канада (2) - Нидерланды (23) - Норвегия (30) - Турция (1) - Финляндия (31) - Франция (59) - Швеция (38) |